# Guimaras-Straße
Die Guimaras-Straße liegt in der Mitte der Visayas-Inseln, welche den zentralen Teil der Philippinen bilden, und verbindet die Visayas-See im Nordosten mit dem Golf von Panay und der Sulusee im Südwesten. 
Diese Meeresstraße trennt die die Inseln Panay mit der Provinz Iloilo im Norden und Negros im Osten. Die namengebende Insel Guimaras liegt mitten in dem Gewässer. Am Ausgang zur Visayas-See liegt die Insel Pan de Azucar, auf der sich der 606 m hohe Mount Manaphaga erhebt. Am südwestlichen Eingang zur Guimaras-Straße liegt der 11 km² große marine Nationalpark Taklong Island National Marine Reserve. Der größte Fluss, der in die Guimaras-Straße mündet, ist der Jalaur.